# Le Canard de Nantes à Brest
Le Canard de Nantes à Brest est un hebdomadaire satirique publié de janvier 1978 à avril 1982, et diffusé en Bretagne.

## Histoire
Le journaliste Pierre Duclos est licencié du quotidien Ouest-France en 1977, ce qui entraine pour la première fois dans l'histoire de ce journal une grève de soutien de la part des journalistes, avec comme conséquence la non-publication du titre pendant plusieurs jours. Il décide alors de lancer un nouveau titre de presse, un équivalent au Nouvel Observateur pour la Bretagne, et lance dans ce but une souscription, espérant récolter 500 000 francs. Il n'en récolte finalement que 70 000 francs, venant de 500 personnes, ce qui l'oblige à envisager une autre ligne éditoriale, satirique.
Le Canard de Nantes à Brest titre à 30 000 exemplaires pour son lancement, et ses ventes atteignent 7 000 exemplaires par la suite, et 3 500 abonnés. Son équipe de rédaction s'installe à Guingamp, et le journal est imprimé dans les rotatives du Trégor à Lannion. Il se distingue des autres titres de presse de la région comme Ouest-France, Le Télégramme, ou La Liberté du Morbihan en critiquant régulièrement le pouvoir giscardien.
Il prend le nom de Bretagne Actuelle en 1982, en gagnant en sérieux dans le but d'élargir son lectorat. Sur ce positionnement, il doit faire face à la concurrence plus grands titres de presse régionaux comme Ouest-France et le Télégramme, et les difficultés financières l'obligent à cesser sa publication dès avril 1982.

## Ligne éditoriale
Orienté à gauche, il couvre la plupart des faits sociaux de la Bretagne de l'époque : Naufrage de l'Amoco Cadiz, Affaire de Plogoff, élection de François Mitterrand à la présidence, attentats du FLB...
Après l'élection de Mitterrand en 1981, le journal doit se renouveler, et commence à critiquer le pouvoir de gauche comme il le faisait avec le pouvoir de droite sous Giscard. Mais son lectorat ne le suit pas dans son évolution, et Pierre Duclos tente de transformer l'hebdomadaire vers un « hebdo de gauche sérieux » comme il le prévoyait à l'origine, en introduisant de nouvelles rubriques ainsi que la publicité, et en traitant de sport. Il prend alors le nom de Bretagne Actuelle en 1982.

## Collaborateurs
Parmi les collaborateurs de ce journal, plusieurs intègreront par la suite des médias régionaux comme Ouest-France, France 3 Bretagne, ArMen, Le Chasse Marée...
- Journalistes : Pierre Duclos, jean Lallouët, Georges Cadiou, Colette David, Marc Pennec, Yvon Rochard, Xavier Mevel[4]...
- Dessinateurs : Nono, Alain Goutal, Gérard-Louis Gautier[4]
- Autres : Dominique Roynette (maquette, future directrice artistique du Monde)[4], Kristian Hamon (Distribution)[4], Françoise Morvan[1]...

## Sources